# Luis Gonzaga Figueiró
Luis Gonzaga Figueiró, conhecido como Figueiró, (Laguna, 22 de agosto de 1934 — Porto Alegre, 9 de abril de 2005) foi um futebolista brasileiro que atuava como lateral.
Era irmão do futebolista Mengálvio.

## Carreira
Na várzea, começou jogando no Palmeirinhas e mais tarde, com 17 anos no Barriga Verde FC, times de Laguna, sua cidade natal.
Levado pelo técnico Osvaldo Rolla, Figueiró chegou ao Grêmio, onde estreou em 26 de junho de 1955, na vitória por 4 x 0 sobre o Juventude, válida pelo Campeonato Citadino.
Pelo Tricolor, atuou de 1956 a 1961, vencendo por cinco vezes o Campeonato Gaúcho: 1956, 1957, 1958, 1959 e 1960.
Em 1961, foi para o Santos, onde atuou pouco: 6 partidas em 1961 e 3 em 1962, mesmo assim fez parte do maior período da história do clube, conquistando diversos títulos.
No Santos, Figueiró teve a oportunidade de jogar ao lado do seu irmão Mengálvio, um dos maiores jogadores da história do clube.
Em 1963, voltou para o Grêmio, onde foi mais uma vez campeão gaúcho. Em 1965, então com 31 anos, teve que parar de jogar futebol por causa de séria contusão.
Após pendurar as chuteiras, ingressou na Caixa Econômica Estadual do Rio Grande do Sul, ali obtendo sua aposentadoria.

### Seleção Brasileira
Em 1956, Figueiró fez parte do elenco composto apenas de jogadores gaúchos que representou a Seleção Brasileira na conquista do Pan-Americano, onde atuou em 4 das 5 partidas do Brasil na competição

## Títulos
Grêmio
- Campeonato Gaúcho: 1956, 1957, 1958, 1959, 1960 e 1963
- Campeonato Citadino de Porto Alegre: 1956, 1957, 1958, 1959 e 1960

Santos
- Copa Intercontinental: 1962 e 1963

- Copa Libertadores da América: 1962 e 1963

- Campeonato Brasileiro: 1961

- Campeonato Paulista: 1961 e 1962

Seleção Brasileira
- Campeonato Pan-Americano: 1956[7]

## Morte
Figueiró faleceu em 2005, aos 70 anos.